# Могила (Краков)
Моги́ла (пол. Mogiła) — бывшее село (до 1951 года), в настоящее время один из историческо-географических районов Кракова, входящий в административный городской район Нова-Хута.
Через Могилу протекает река Длубня.

## История
Первые исторические упоминания о селе относятся к 1291 году. Согласно краковской легенде, название села Могила связано с именем Ванды, которая была дочерью легендарного краковского князя Крака. По легенде Ванда, не желая выходить замуж за немецкого князя Ритигера, утопилась в Висле, после чего была похоронена на берегу реки недалеко от возникшей позже деревни, которая стала именоваться «Могилой».
В 1222 году около Могилы, монахи-цистерцианцы, приглашённые краковским епископом Иво Одровонжем, построили свой монастырь, который стал называться по-латински «Clara Tumba» (Светлая могила).
После Второй мировой войны в 1949 году в окрестностях села Могилы, которое было административным центром сельской гмины Могила Краковского воеводства, началось строительство жилого массива металлургического комбината имени Ленина. 1 января 1951 года Могила вместе с жилым массивом Новой-Хуты была полностью включена в состав Кракова. При этом часть упраздненной гмины Могила с селом Прусы, не включённая в состав Кракова, была передана сельской гмине Коцмыжув-Любожица.

## Достопримечательности
Памятники культуры Малопольского воеводства
- Цистерцианское аббатство;
- Церковь Рождества Господня и Святого Варфоломея, построенная в XV веке;
- Усадьба Рогозинских
- Дом мельника;

Другие достопримечательности
- Воинский некрополь времён Первой мировой войны;
- Могильское кладбище;
- Могильские луга;
- Могильский лес с часовней Пресвятой Девы Марии Ченстоховской.
- Парк в Оседле-Млодосьци

## Галерея

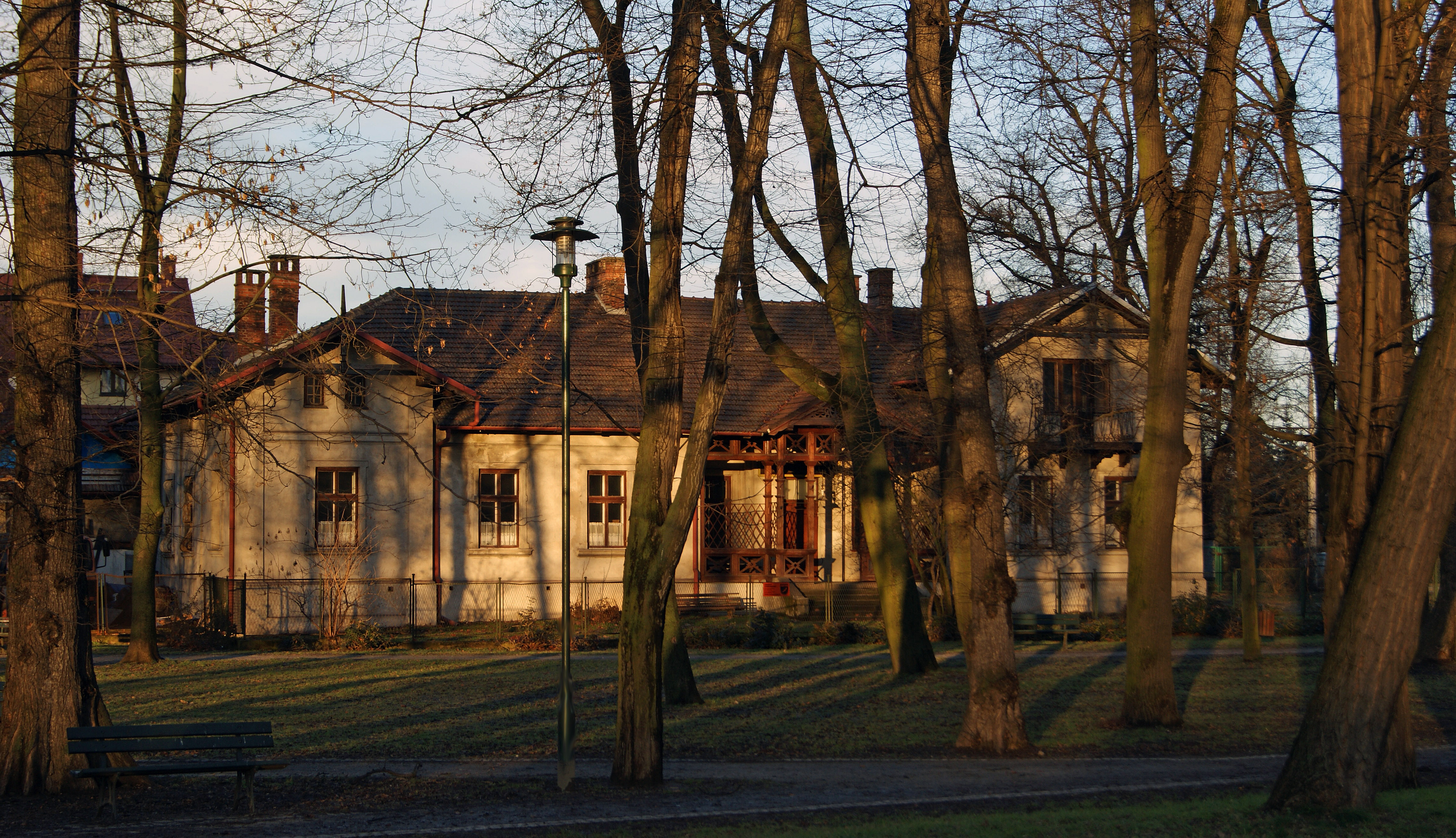
Усадьба Рогозинских
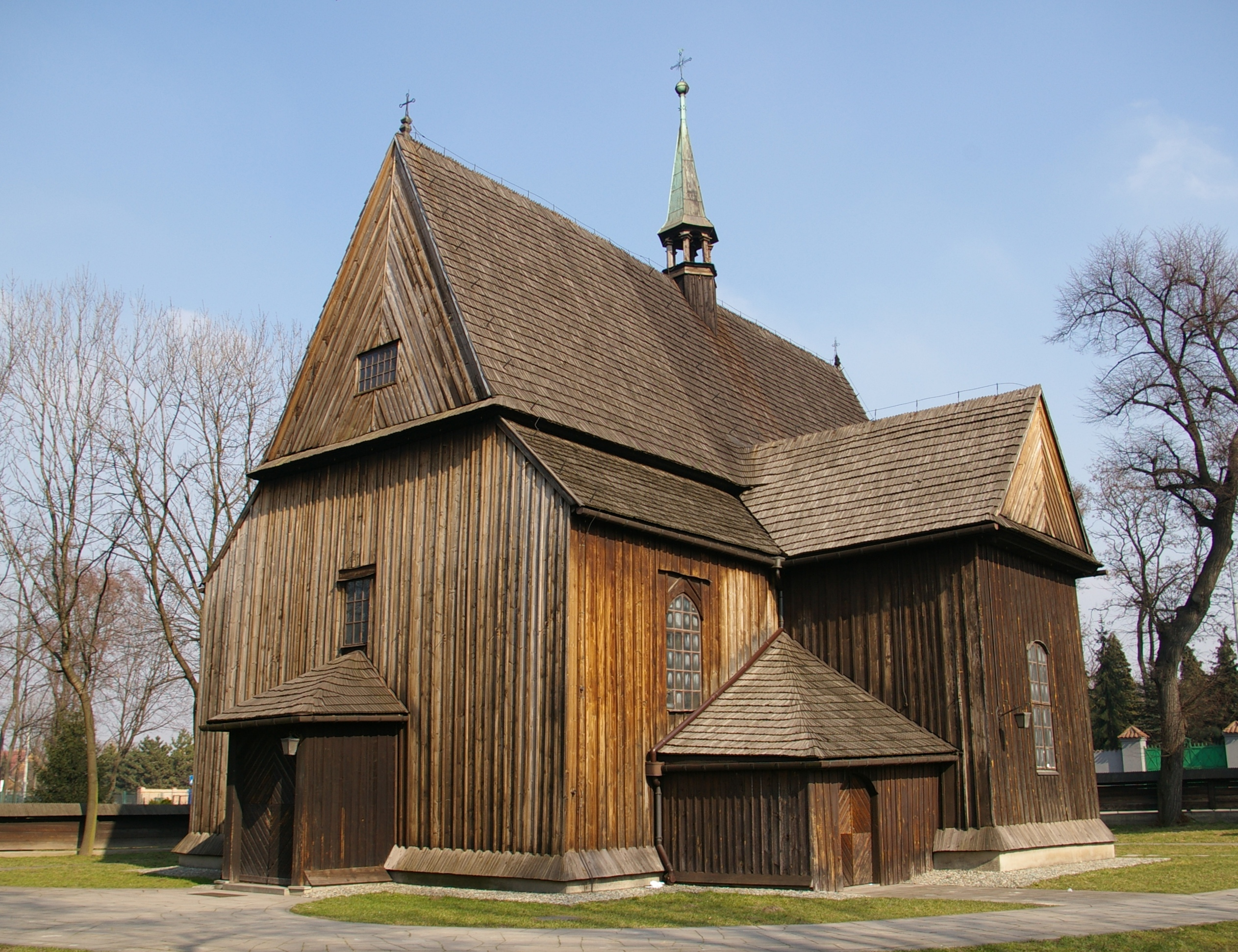
Церковь Рождества Господня и Святого Варфоломея
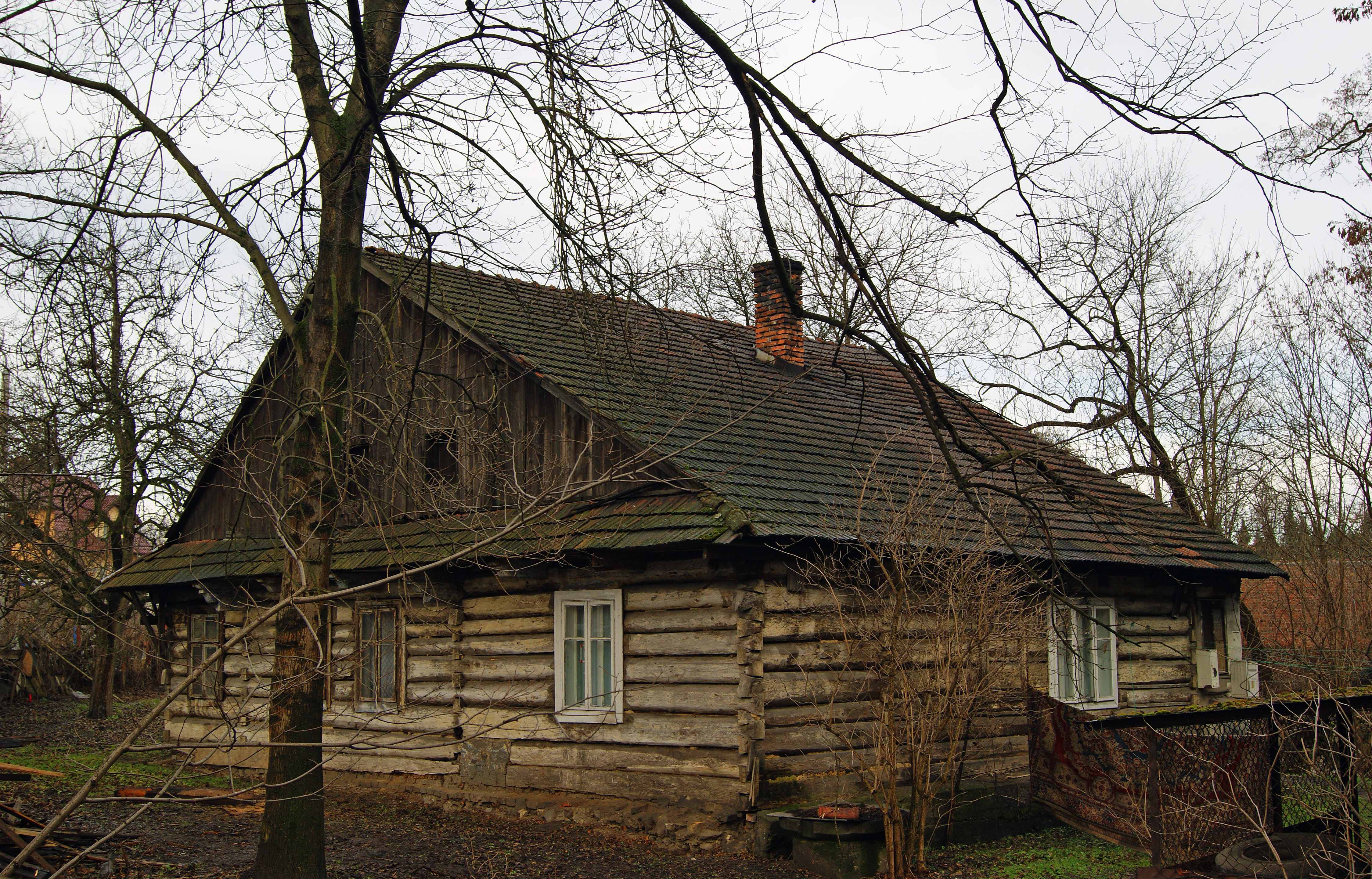
Дом мельника
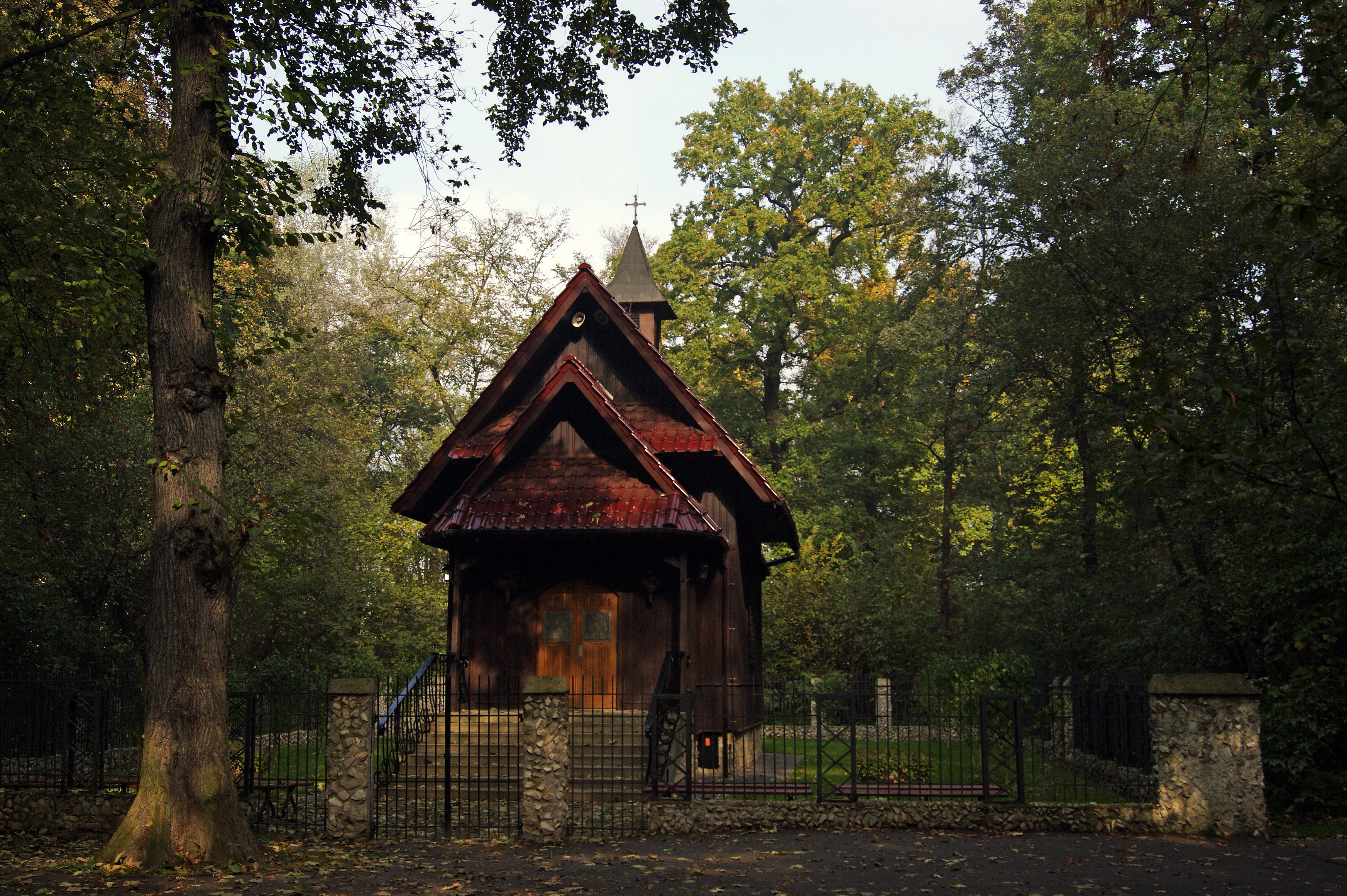
Часовня Пресвятой Девы Марии в Могильском лесе
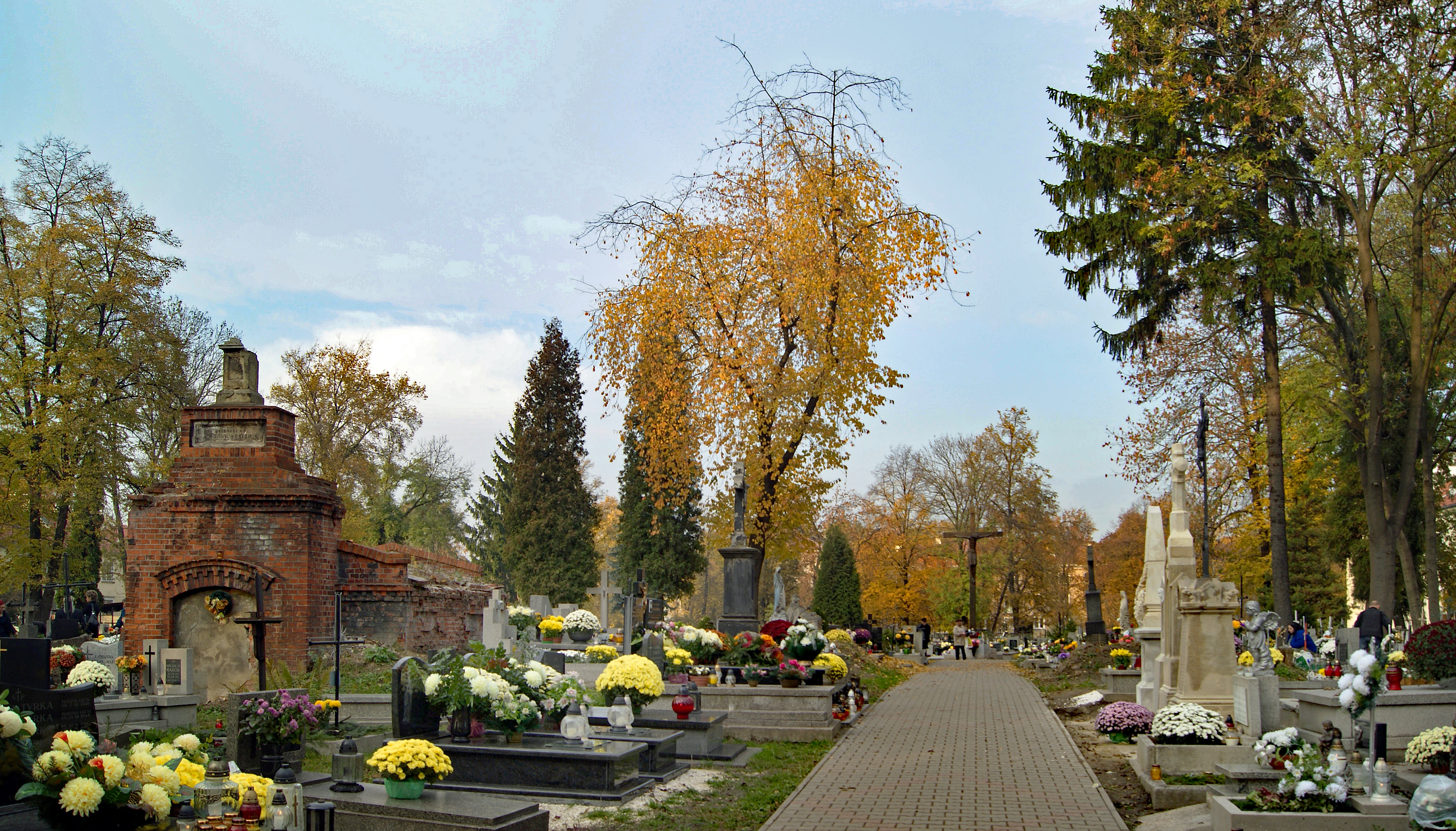
Могильское кладбище